# Cabo Garra de León
Das Cabo Garra de León (von spanisch Garra de León ‚Löwenpranke‘) ist ein zerklüftetes Felsenkap an der Westküste der Trinity-Insel im Palmer-Archipel westlich der Antarktischen Halbinsel. Es liegt nördlich des Lyon Peak und markiert die südliche Begrenzung der Einfahrt zur Milburn Bay.
Argentinische Wissenschaftler benannten es deskriptiv.